# Cheilotomona
Genre
Cheilotomona est un genre éteint de mollusques gastéropodes marins du super-ordre des Caenogastropoda, de la super-famille des Orthonematoidea et de la famille des Goniasmatidae. Les espèces datent du Trias et ont été trouvées en Chine et en Italie.

## Espèces
- †Cheilotomona acutocarinata Tong and Erwin, 2001[2] - Trias, Chine
- †Cheilotomona avisii (syn. Cheilotoma avisii) Böhm, 1895[3] - Trias, Italie
- †Cheilotomona blumi (syn. Murchisonia (Cheilotoma) blumi, Pleurotomaria blumi, Fusus tripunctatus Münster, 1841, Pleurotomaria nerei Münster, 1841) Wissmann, 1841[4] - Trias, Italie
- †Cheilotomona elegans Yin and Yochelson, 1983[5] - Trias, province du Guizhou, Chine
- †Cheilotomona pentagonum Yu et al., 1974[6] - Trias, Chine